# Martin Lichtenstein
Martin Heinrich Carl Lichtenstein (10. ledna 1780 Hamburk – 3. září 1857 Kiel) byl německý lékař, průzkumník a zoolog.

## Životopis
Narodil se v roce 1780 v Hamburku jako syn Antona Augusta Heinricha Lichtensteina.
Studoval medicínu v Jeně a Helmstedtu. Mezi lety 1802 až 1806 cestoval po Jižní Africe, kde působil jako osobní lékař guvernéra. V roce 1810 publikoval dílo Reisen im südlichen Afrika (Cesty po jižní Africe) a o rok později získal místo profesora zoologie na berlínské univerzitě. V roce 1813 toto místo opustil a začal působit jako ředitel Zoologického muzea v Berlíně.
V roce 1841 byl Lichenstein zodpovědný díky domluvě s pruským králem Fridrichem Wilhelmem IV. za založení Zoologické zahrady v Berlíně.